# قشلاق غورتشينلواورتاداغ (مقاطعة بيله سوار)
قشلاق غورتشينلواورتاداغ (بالفارسية: قشلاق گومیرچینلوی اورتاداغ) هي مستوطنة تقع في إيران في قسم قشلاق الجنوبي الريفي. يقدر عدد سكانها بـ 125 نسمة.